# 美濃加茂やきそば

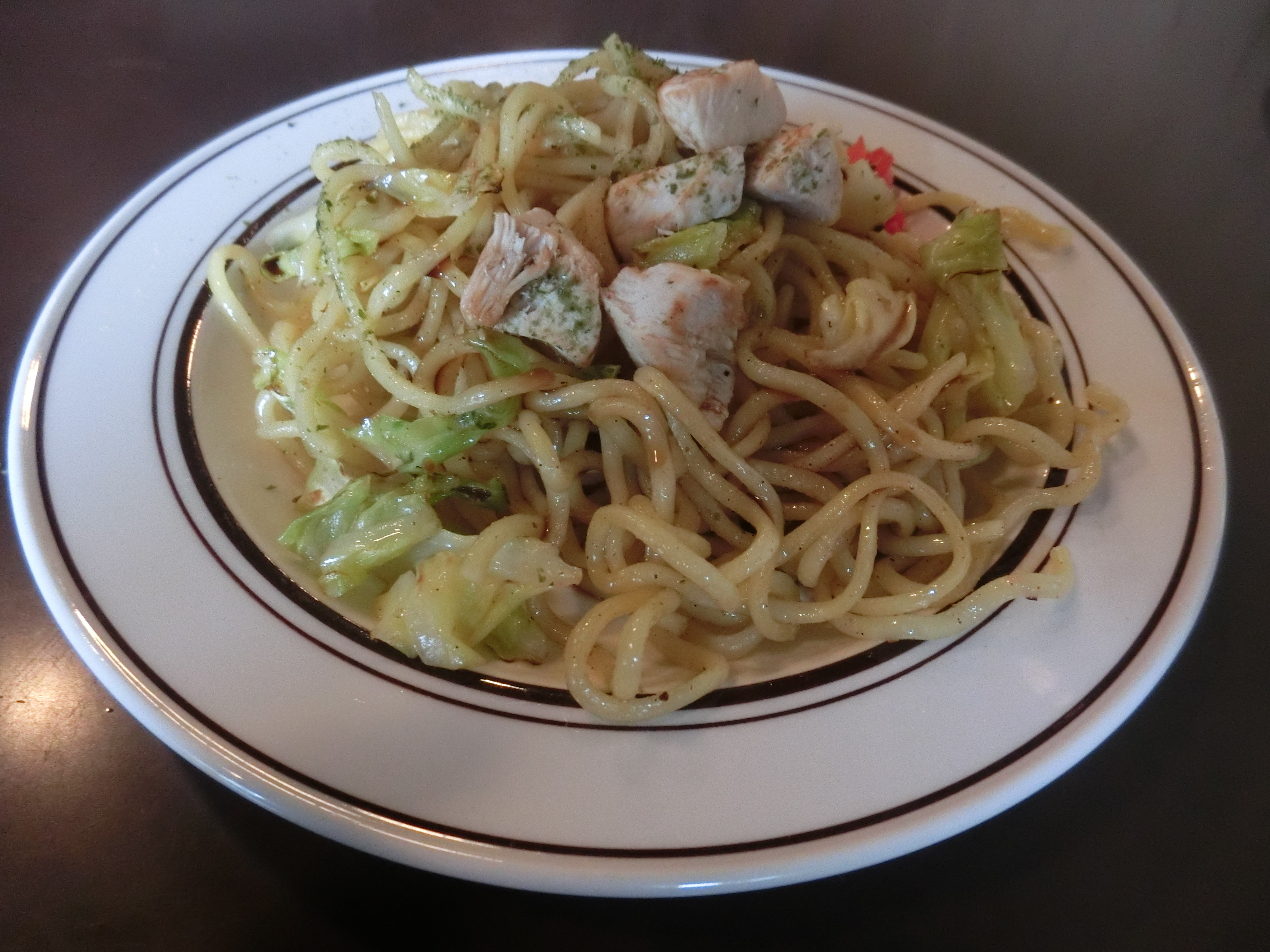
市内の喫茶店で供された美濃加茂やきそば

美濃加茂やきそば（みのかもやきそば）は、岐阜県美濃加茂市で調理・販売されている焼きそば（ご当地グルメ）。

## 概要
中太麺を使用し、具は千切りキャベツと鶏肉。塩・コショウ・魚粉で具を味付けてから調理し、食べながらソースを追加する。
元来は、1954年頃から1990年代後半まで美濃太田駅前で営業していた料理店「福寿堂」で提供されていたメニューであった。
2011年に、地元住民が焼きそばを復活させることを企図した。復活に際しては、「福寿堂」の関係者からも話を聞いたという。彼らによって「美濃加茂やきそば復刻会」が発足し、2013年に市長に当選した藤井浩人は当時からのメンバーであった。復刻会では「美濃加茂やきそば」を認定する基準を設けている。
当初は屋台をイベントなどに出店していた。2015年には、美濃加茂市出身で北海道浦河町の応援大使を務めるプロ野球選手の白村明弘を通じ、浦河町内の小中学校の給食でも提供された。